# Bois-Colombes
Pour les articles homonymes, voir Bois (homonymie) et Bois (communes).
Bois-Colombes (prononcé bwa kolɔ̃b) est une commune française située dans le département des Hauts-de-Seine, au nord-ouest de Paris, en région Île-de-France.
Ville principalement pavillonnaire, située près du quartier de La Défense, c'est par sa date de création (1896) une des communes les plus récentes du département des Hauts-de-Seine.

## Géographie

### Localisation
La commune de Bois-Colombes est située au nord du département des Hauts-de-Seine, dans un méandre de la Seine (presqu’île de Gennevilliers). Les communes limitrophes de la ville sont : Asnières-sur-Seine (à l'est et au nord), Colombes (au nord et à l'ouest), La Garenne-Colombes (au sud-ouest) et Courbevoie (au sud).

Situation de Bois-Colombes
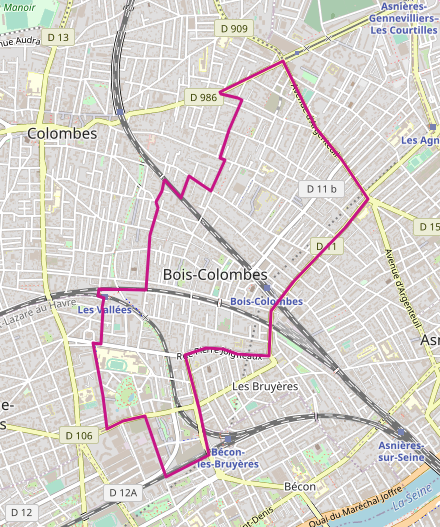
Carte OSM de la commune.
Vue de la commune de Bois-Colombes en rouge sur la carte de Paris et de la « Petite Couronne ».

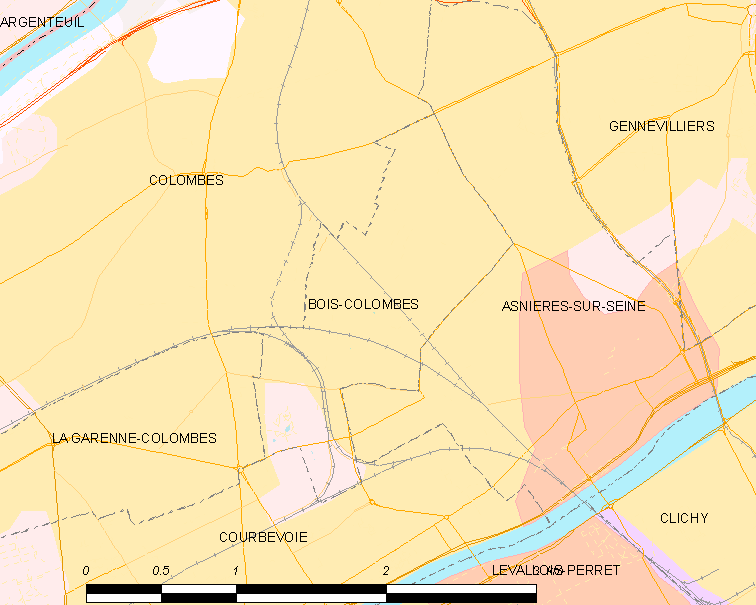
Carte de la commune.
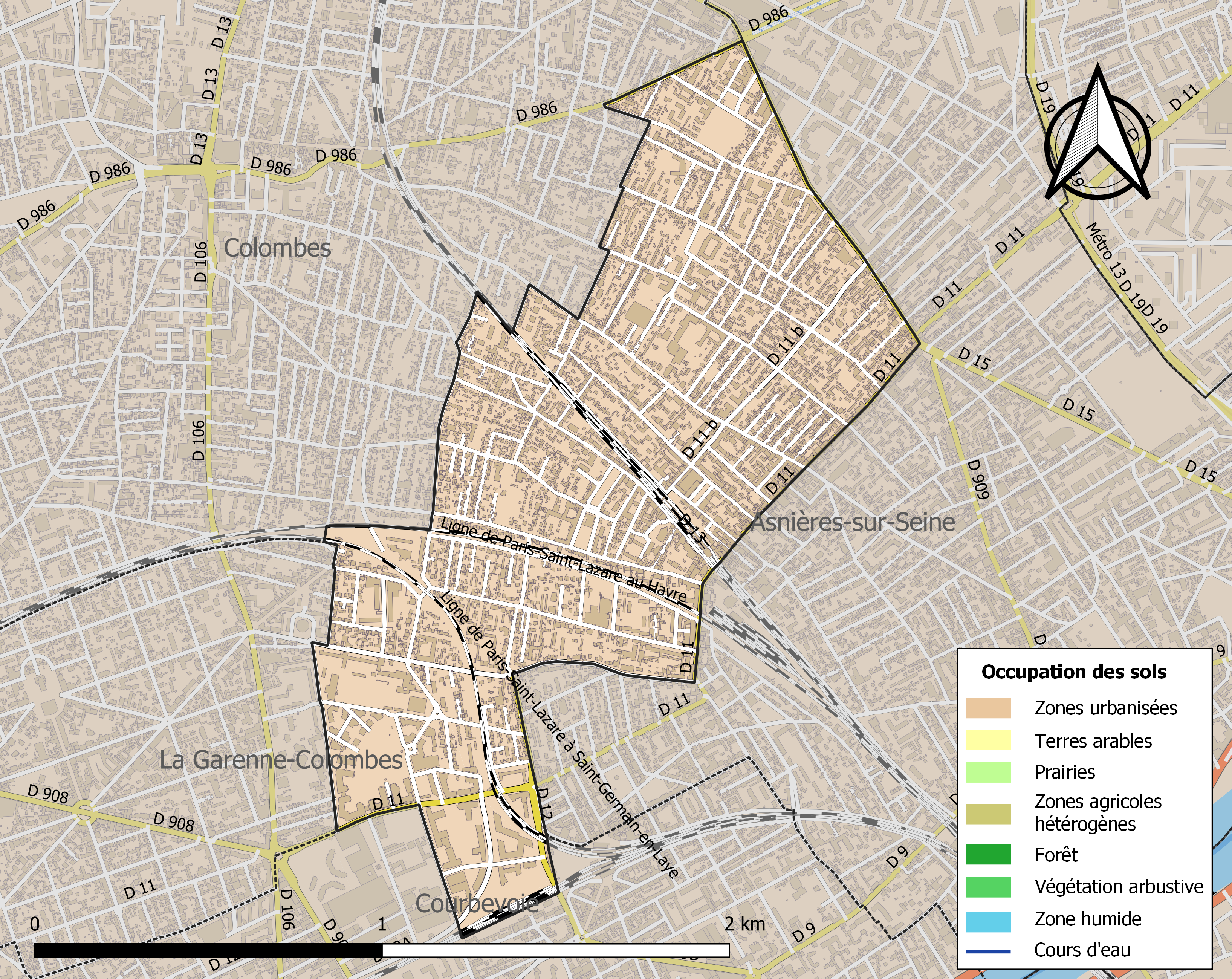
Occupation des sols.

### Géologie et relief
La superficie de la commune est de 190 hectares (1,9 km2) ; l'altitude est relativement faible et le relief assez plat : celle-ci varie de 28  à   43 mètres.

### Climat
Pour des articles plus généraux, voir Climat de l'Île-de-France et Climat des Hauts-de-Seine.
En 2010, le climat de la commune est de type climat océanique dégradé des plaines du Centre et du Nord, selon une étude du CNRS s'appuyant sur une série de données couvrant la période 1971-2000. En 2020, Météo-France publie une typologie des climats de la France métropolitaine dans laquelle la commune est exposée à un climat océanique altéré et est dans la région climatique Sud-ouest du bassin Parisien, caractérisée par une faible pluviométrie, notamment au printemps (120 à 150 mm) et un hiver froid (3,5 °C).
Pour la période 1971-2000, la température annuelle moyenne est de 12,7 °C, avec une amplitude thermique annuelle de 15,5 °C. Le cumul annuel moyen de précipitations est de 639 mm, avec 10,3 jours de précipitations en janvier et 7,7 jours en juillet. Pour la période 1991-2020, la température moyenne annuelle observée sur la station météorologique la plus proche, située sur la commune de Paris à 9 km à vol d'oiseau, est de 13,3 °C et le cumul annuel moyen de précipitations est de 667,4 mm,. Pour l'avenir, les paramètres climatiques de la commune estimés pour 2050 selon différents scénarios d'émission de gaz à effet de serre sont consultables sur un site dédié publié par Météo-France en novembre 2022.

### Voies de communication et transports

#### Voies routières
Bois-Colombes est à l'écart des grands axes routiers du nord des Hauts-de-Seine, mis à part l'ancienne Route nationale 309 qui à la suite de la réforme de 1972, a été déclassée en RD 909.
On peut rejoindre Paris facilement en une vingtaine de minutes par la porte d'Asnières et par la porte de Champerret, ou également par la porte de Clichy, et l'on peut aussi aisément joindre La Défense et Argenteuil ainsi que le grand axe autoroutier francilien qu'est l'A86 par laquelle on accède rapidement à l'A14 et l'A15.
La commune est délimitée par quelques axes départementaux : l'avenue de l'Agent-Sarre (D 986) et l'avenue d'Argenteuil (RD 909) au nord, la rue des Bourguignons (D 11) à l'est prolongée vers le sud-ouest par l'avenue Faidherbe. Elle est également traversée par la rue du Général-Leclerc (D 13), la rue Victor-Hugo (D 13 bis) ou l'avenue Charles-de-Gaulle. Les nombreux feux tricolores et sens uniques limitent le flux de circulation de transit dans la commune.

#### Transports en commun

##### Train
Bois-Colombes est desservie par trois gares du réseau Transilien Paris Saint-Lazare, toutes situées en limite du territoire communal :
- Ligne J du Transilien à la gare de Bois-Colombes, à l'est et à proximité du centre-ville, est desservie par les missions reliant Paris Saint-Lazare à Ermont-Eaubonne.
- Ligne L du Transilien à la gare de Bécon-les-Bruyères, au sud, est desservie par la ligne L par missions reliant Paris Saint-Lazare à Nanterre et Cergy d'une part, et celles vers Saint-Nom-la-Bretèche d'autre part.
- Ligne L à la gare des Vallées, à l'ouest est desservie également par la ligne L, mais uniquement par les missions reliant Paris Saint-Lazare à Nanterre et Cergy.

La ville est à dix minutes de Paris-Saint-Lazare et des Grands Boulevards par la ligne J et sept minutes de La Défense depuis la gare de Bécon-les-Bruyères, par la ligne L.

##### Tramway
Ligne 1 du tramway d'Île-de-France depuis octobre 2019 à son terminus ouest, qui est implanté au carrefour des Quatre-Routes, à la limite avec Asnières et Colombes.

#### Métro
Dans le cadre du Grand Paris Express, deux stations de la ligne 15 sont prévues sur la commune : Bois-Colombes en correspondance avec la ligne J, et Bécon-les-Bruyères, située sur la limite communale avec Courbevoie, en correspondance avec la ligne L.
À l'heure actuelle les stations les plus proches sont Pont de Levallois - Bécon, terminus de la ligne 3 du métro est à vingt minutes à pied de l'entrée sud de la commune ainsi que les stations Les Agnettes et Les Courtilles sur la ligne 13 qui sont à environ dix minutes à pied respectivement du carrefour des Bourguignons et du carrefour des Quatre-Routes.
Un projet de prolongement de la ligne 3 du métro à la gare de Bécon-les-Bruyères est soutenu par la RATP et la ville de Levallois-Perret, mais la région n'y a cependant pas donné suite.

##### Bus
La ville est desservie par le réseau de bus RATP dont les lignes mènent principalement aux gares (Transilien, RER) et stations (bus, métro, tramway) des environs, qui se situent essentiellement à Colombes, Pont de Levallois, La Défense, Porte de Champerret, Argenteuil, Les Courtilles, etc.

##### Vélo en libre service
Le réseau Vélib' est implanté à Bois-Colombes. Cinq stations sont implantées sur la commune ou en limite communale.
- Station no 26008 : Henri-Barbusse - Bourguignons, devant la gare de Bois-Colombes ;
- Station no 22506 : Gare des Vallées ;
- Station no 26003 : Argenteuil - Voltaire, au carrefour des Bourguignons ;
- Station no 22703 : Place Jean-Mermoz ;
- Station no 22701 : Hispano-Suiza - Parc des Bruyères, rue du Général-Leclerc ;
- Station no 26011 : Ménil - Argenteuil, avenue d'Argenteuil, à proximité du carrefour des Quatre-Routes.

## Urbanisme

### Typologie
Au 1er janvier 2024, Bois-Colombes est catégorisée grand centre urbain, selon la nouvelle grille communale de densité à sept niveaux définie par l'Insee en 2022.
Elle appartient à l'unité urbaine de Paris, une agglomération inter-départementale regroupant 407  communes, dont elle est une commune de la banlieue,,. Par ailleurs la commune fait partie de l'aire d'attraction de Paris, dont elle est une commune du pôle principal,. Cette aire regroupe 1 929 communes,.

### Morphologie urbaine
L’Insee découpe la commune en douze îlots regroupés pour l'information statistique soit Lépine-Binet, Glatz-Mivière, Guyot-De Gaulle, Chefson-De Gaulle, Paix-Estienne d'Orves, Hugo-Bel Air, Verdun-Leconte, Déroulède-Leclerc-Albert, Duflos-Geraldy, Jaurès-Vaudreuil, Jaurès-Litolff, Faidherbe-Pasteur.
| Type d'occupation           | Pourcentage | Superficie (en hectares) |
| --------------------------- | ----------- | ------------------------ |
| Espace urbain construit     | 95,89 %     | 168,06                   |
| Espace urbain non construit | 4,11 %      | 7,93                     |
| Espace rural                | 0,00 %      | 0,00                     |
| Source : Iaurif             |             |                          |

Bois-Colombes est divisée en quartiers :
- les Chambards, au nord, près de l'avenue d'Argenteuil (ancienne RN 309) reliant le carrefour des Bourguignons aux Quatre-Routes de Colombes. Proche des Hauts d'Asnières (anciennement quartiers nord) d'Asnières-sur-Seine, il est le moins huppé. L'habitat est fait de petits pavillons et d'immeubles ;
- le centre avec les services (hôtel de ville, poste principale, école Paul-Bert, marché du centre, bibliothèque, église Notre-Dame-de-Bon-Secours, gare de Bois-Colombes...). Si le centre est bien placé sur l'axe nord-sud, il est décalé sur l'axe est-ouest étant limitrophe d'Asnières-sur-Seine. L'urbanisation ayant commencé près de la gare, l'habitat y est plus dense avec des immeubles ;
- les Vallées, au sud-ouest du centre, en limite de Colombes et de La Garenne-Colombes, est résidentiel avec un habitat majoritairement constitué de pavillons avec de petits immeubles en coin des rues ; le quartier comporte une gare ;
- la côte Saint-Thibaut, au sud-est du centre, est le pendant un peu plus dense côté Asnières-sur-Seine. S'y trouve le centre nautique qui a remplacé la piscine municipale après la privatisation de cette dernière ;
- les Bruyères, au sud, (qui a donné son nom à la gare de Bécon-les-Bruyères), quartier industriel en limite de Courbevoie et de La Garenne-Colombes de la fin du XIXe siècle à la fin du XXe siècle, après un complet réaménagement au début du XXIe siècle, il est constitué en 2022 d'immeubles de bureaux et de logements neufs entourant le parc des Bruyères. C'est là que se trouve, juste à la limite sud du quartier des Vallées, la cité scolaire Albert-Camus (collège et lycée avec un centre sportif comportant piscine, gymnase et pistes d'athlétisme en tartan), qui scolarise aussi des élèves de communes voisines. En 2022 cette cité scolaire est en grand chantier de rénovation.

### Logement
Principalement des maisons bourgeoises, de grands pavillons et des appartements luxueux d'immeubles haussmanniens. Ont été construits des quartiers, après la guerre des appartements plus modestes.
La politique, depuis des décennies n'est pas de construire du logement social mais de construire depuis plus de vingt ans des résidences de qualité pour gens modestes[réf. nécessaire]. L'attribution des logements s'effectue par tirage au sort pour éviter le favoritisme.

### Projets d'aménagements
Sans projet d'extension car très urbanisée la ville soutient les rénovations (particuliers et copropriétés) afin d'embellir et de garder le caractère historique.
Si la politique d'embellissement de l'équipe municipale est surtout axée sur le quartier des Bruyères pour requalifier une importante zone de friches industrielles et sur le centre-ville, une action de réhabilitation du quartier Nord est entreprise depuis quelques années : travaux place Jean-Mermoz, création d'un nouveau collège, opérations immobilières "renouvellement de l'avenue d'Argenteuil" et "Pompidou - Le Mignon". Cette dernière opération est entrée dans sa phase active mi-2011 avec le début des démolitions de maisons autour de la rue Gramme. Néanmoins certains propriétaires refusent de quitter leurs maisons. Plusieurs associations (Mon Toit Mon Droit, ADN-BC) se sont constituées pour dénoncer les conditions d'attribution de cette opération à Bouygues Immobilier et les pressions qui seraient exercées sur les propriétaires des maisons se trouvant dans la zone. De même, l'association Changeons d'èRe milite contre ce projet et intervient régulièrement par l'intermédiaire des conseillers municipaux de la liste du même nom, pour dénoncer officiellement la situation difficile que vivent les familles.

## Toponymie
En 1851, le recensement de Colombes fait état de 17 habitants au lieu-dit Bois de Colombes. Le territoire communal était auparavant une zone boisée (voir la carte de Cassini) située à mi-chemin entre les villages d'Asnières-sur-Seine et de Colombes. La toponymie de la ville viendrait donc de cette époque et de l'ancien emplacement de ce bois, près de Colombes, nom ensuite donné à la ville à sa création.

## Chronologie historique

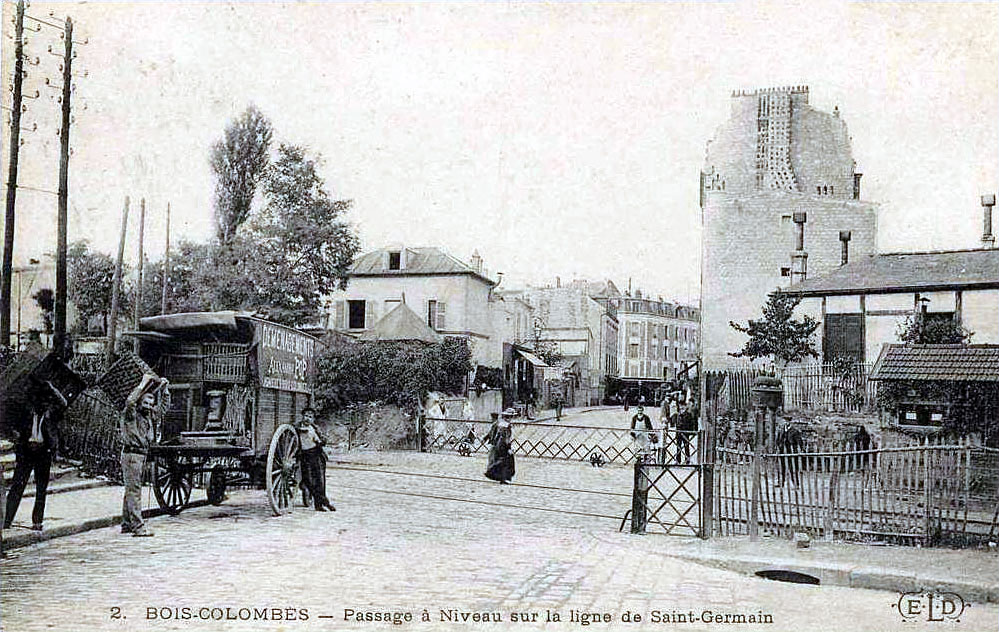
Le passage à niveau sur la ligne de Saint-Germain. La commune doit son existence à l'arrivée du chemin de fer.

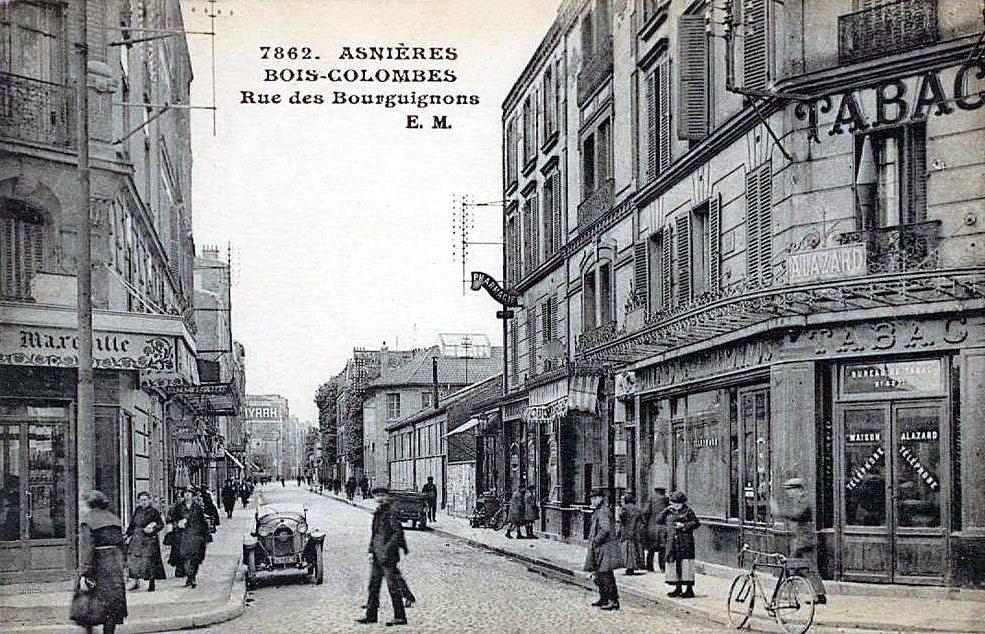
La rue des Bourguignons marque la limite entre Asnières-sur-Seine et Bois-Colombes.

- Quartier boisé jusqu'au milieu du XIXe siècle il fait partie du territoire de la commune de Colombes, et sera occupée, après la chute du Premier Empire (1815), par les Cosaques qui y établissent un campement. Les premières habitations sont des guinguettes construites pour accueillir les promeneurs du dimanche, de plus en plus nombreux en raison de l'expansion de la ville voisine d'Asnières-sur-Seine[22].
- 28 avril 1851 : Ouverture de la ligne de chemin de fer de Paris à Argenteuil.
- 1857 - L'écart de Bois-de-Colombes nait sous le Second Empire grâce au chemin de fer.
- 1880 - (vers cette date) Premier projet d'indépendance de la commune pour se détacher de Colombes.
- 1891 - Inauguration du marché sous les auspices de la ville de Colombes.
- 1894 - Perquisitions pendant la répression de janvier et février 1894[23],[24],[25]
- 1896 - C'est finalement sous la présidence de Félix Faure et après vingt ans de palabres épiques que la commune est enfin créée à partir de la section du "Bois de Colombes" distraite de la commune de Colombes, par la loi du 13 mars 1896[26]. Les limites de son territoire sont déterminées aux dépens de Colombes, le maire d'Asnières, M. Hector-Gonsalve Fontaine, ayant déclaré avec véhémence « qu'il ne voulait pas céder ni un pouce de terrain, ni un moellon des maisons de sa ville ! ». La commune est rattachée au canton de Courbevoie (arrondissement de Saint-Denis). L'îlot boisé situé près du village de Colombes, anciennement consacré à la chasse puis à la promenade devient un village, déjà relié à Paris par trois lignes de chemin de fer. La proximité de la capitale favorise le développement de l'agglomération et devient rapidement un important village habité par des artistes, des savants, des commerçants et des employés. Au jour de son indépendance elle est déjà dotée d'une église, d'une école (Paul-Bert) et du plus grand marché des environs.
- 1896 - La commune nouvellement créée fait l'acquisition de l'ancienne redoute de Gennevilliers, située sur le territoire d'Asnières, pour y établir son cimetière, qui comporte un carré militaire pour les morts de la Première Guerre mondiale.
- 1897 - Le 18 juin, une partie du territoire, en particulier la rue Jean-Jaurès et la gare des Carbonnets, est touchée par une tornade.
- 1901 - Décès de Zénobe Gramme inventeur de la dynamo, le conseil municipal décide de donner le nom de l'électricien au chemin de la Révolution allant de l'avenue d'Argenteuil à l'avenue de Gennevilliers (future avenue de l'Agent-Sarre).
- 1908 - Rattachement de la ville au canton de Colombes.
- 1909 - Création de la Ligue de la sécurité publique qui installe son siège villa des Aubépines[27],[28]
- 1910 - À l'instar des communes avoisinantes, Bois-Colombes connaît les inondations liées à la crue de la Seine. Pendant cette crue les sinistrés du quartier des Quatre-Routes trouvent refuge dans le marché de Bois-Colombes.
- 1914 : L'entreprise Hispano-Suiza s'installe rue du Capitaine-Guynemer[28],[29]
- 1935 - Construction de l'actuelle gare dessinée par Urbain Cassan.
- 1935-1937 - Construction de la nouvelle mairie.
- 1937 : - Construction de la soufflerie Hispano-Suiza, rue du Moulin-Bailly[30]
- 1943
  - Le 9 septembre, la ville et le quartier des Vallées sont bombardées par les Alliés. L'usine Hispano-Suiza, sous contrôle de l'occupant, est très certainement visée mais elle ne sera pas touchée. Les dégâts sont importants, une trentaine de bombes explosent, elles feront 13 victimes et en blesseront trente autres. Elles détruiront ou endommageront plus de 70 immeubles d'habitations.
  - Le 15 septembre, la ville sera de nouveau bombardée. Plus de 230 bombes exploseront et feront 41 morts et 93 blessés. Elles détruiront ou endommageront près de 800 immeubles.
  - Le 31 décembre, la ville connaîtra la dernière vague de bombardement de son histoire. Près de 200 bombes exploseront et feront 19 morts et 22 blessés. Elles détruiront ou endommageront près de 400 immeubles.
- 1957 - La vétusté de l'ancien marché, créé en 1891, justifiera une complète reconstruction, et un élargissement des rues formant accès.

## Politique et administration

### Rattachements administratifs et électoraux
La commune a été créée en 1896, par détachement de la commune de Colombes.
Antérieurement à la loi du 10 juillet 1964, la commune faisait partie du département de la Seine. La réorganisation de la région parisienne en 1964 fit que la commune appartient désormais au département des Hauts-de-Seine et son arrondissement de Nanterre après un transfert administratif effectif au 1er janvier 1968. Pour l'élection des députés, la commune fait partie depuis 1968 de la Troisième circonscription des Hauts-de-Seine.
La ville était historiquement le chef-lieu du canton de Bois-Colombes. Dans le cadre du redécoupage cantonal de 2014 en France, la commune fait désormais partie du canton de Colombes-2.

### Intercommunalité
La ville n'était membre d'aucune intercommunalité à fiscalité propre jusqu'en 2016.
Dans le cadre de la mise en œuvre de la volonté gouvernementale de favoriser le développement du centre de l'agglomération parisienne comme pôle mondial est créée, le 1er janvier 2016, la métropole du Grand Paris (MGP), dont la commune est membre.
La loi portant nouvelle organisation territoriale de la République du 7 août 2015 prévoit également la création de nouvelles structures administratives regroupant les communes membres de la métropole, constituées d'ensembles de plus de 300 000 habitants, et dotées de nombreuses compétences, les établissements publics territoriaux (EPT).
La commune a donc également été intégrée le 1er janvier 2016 à l'établissement public territorial Boucle Nord de Seine.

### Tendances politiques et résultats

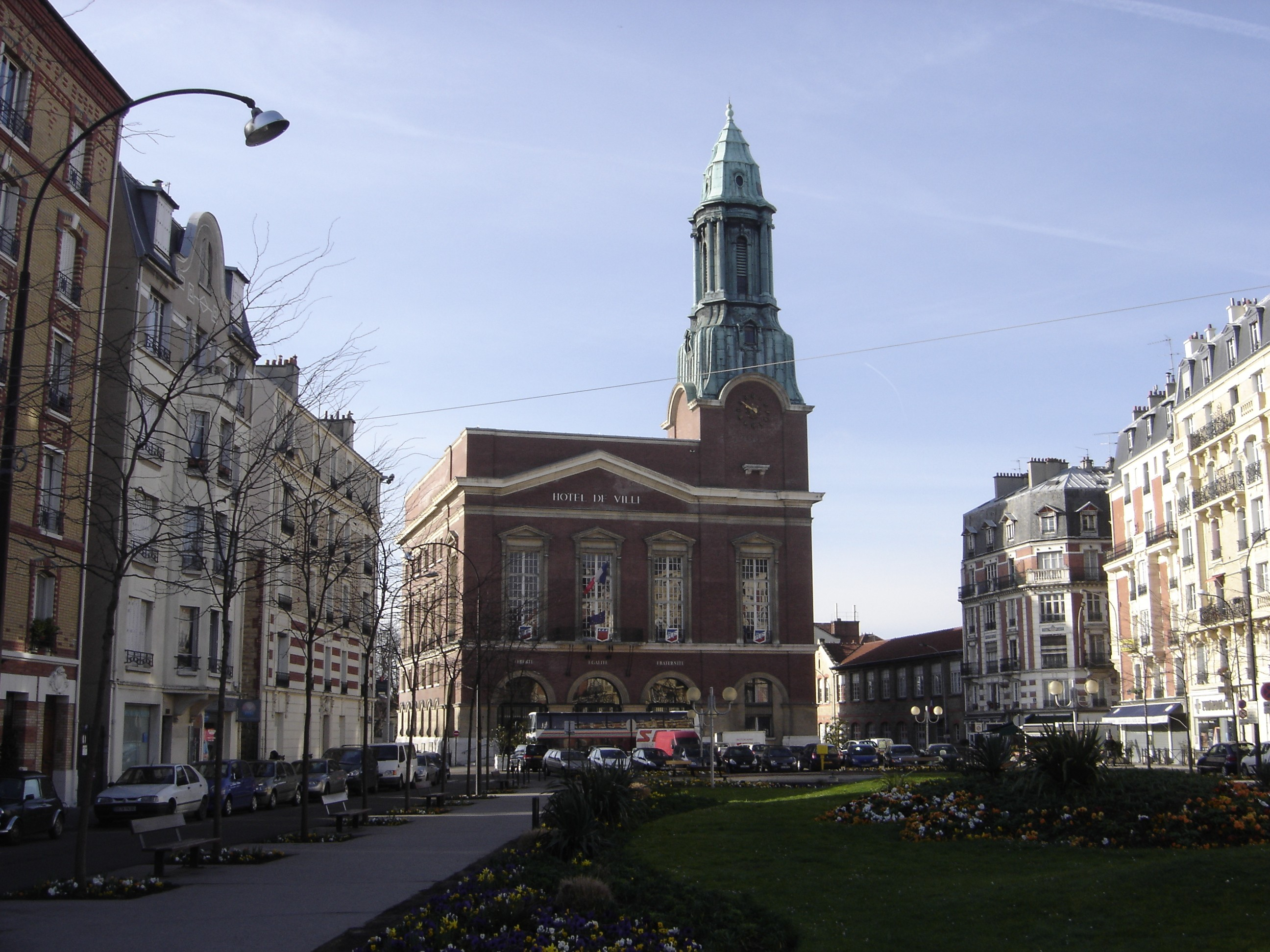
La mairie.

Pour les échéances électorales de 2007 Bois-Colombes fait partie des 82 communes, de plus de 3 500 habitants ayant utilisé les machines à voter. La ville est totalement équipée de ces machines lors des élections de 2007. Mais trois d'entre-elles tombent en panne le jour des élections du 22 avril et les temps d'attente atteignent des records, jusqu'à parfois plus de deux heures,. En 2014, la liste des communes de plus de 3500 habitants publiée par le Sénat pour le vote par machines à voter est réduite à 64 et Bois-colombes n'en fait plus partie.
Bois-Colombes se donne des maires de droite avec une grande régularité, malgré des querelles internes à ce camp, qui peuvent parfois tourner au règlement de comptes. Émile Tricon, maire pendant 33 ans de mai 1953 à novembre 1986, laisse en septembre 1986 son siège en cours de mandat à son adjoint Jean-François Probst après son accession au siège de sénateur des Hauts-de-Seine, qu'il a en réalité brigué pour permettre à Charles Pasqua de reprendre ce siège en 1988 après son passage au gouvernement comme ministre de l'Intérieur et après la défaite de la droite aux législatives. Les ambitions nationales de M. Tricon, qui finit conseiller de Jacques Chirac[référence ?], conduisent les Bois-Colombiens, peu enthousiasmés d'une part en raison de son grand âge (81 ans) et d'autre part par des projets qui semblent pouvoir nuire à l'atmosphère provinciale de la ville[référence ?], à l'éconduire lors des élections suivantes en 1989. Roger Blinière, qui lui succède, perd lui aussi son siège à la fin de son mandat en 1995 au profit d'Yves Révillon, constamment réélu depuis et la dernière fois en 2020.

### Liste des maires
Depuis la Libération, sept maires se sont succédé à Bois-Colombes :
| Période       | Période                   | Identité             | Étiquette                      | Qualité |
| ------------- | ------------------------- | -------------------- | ------------------------------ | --- |
| aout 1944     | mai 1945                  | Hubert Muelle        |                                | Commerçant |
| mai 1945      | octobre 1947              | Marcel Boucheny      |                                | Directeur de société |
| octobre 1947  | mai 1953                  | Jacques de Meyer     |                                | Commerçant |
| mai 1953      | novembre 1986             | Émile Tricon         | RPF puis UNR puis UDR puis RPR | Agent de change Sénateur des Hauts-de-Seine (1986 → 1988) Député de la Seine puis des Hauts-de-Seine (1963 → 1973) Conseiller général de Bois-Colombes (1967 → 1994) Conseiller régional (1967 → 1982) Démissionnaire |
| novembre 1986 | mars 1989                 | Jean-François Probst | RPR                            | Fonctionnaire, conseiller à la mairie de Paris. |
| mars 1989     | juin 1995                 | Roger Blinière       | DVD puis RPR puis MPF          | Agent d'assurances Conseiller général de Bois-Colombes (1994 → 2001). |
| juin 1995     | En cours (au 26 mai 2020) | Yves Révillon        | DVD puis UMP → LR              | Pharmacien Conseiller général de Bois-Colombes (2001 → 2015) Conseiller départemental de Colombes-2 (2015 → ) Vice-président du conseil départemental des Hauts-de-Seine (2015 → ) Réélu pour le mandat 2020-2026,    |

### Instances judiciaires et administratives
La ville dispose d'un commissariat de Police nationale dès les années 1960, situé en sous-sous-sol de la mairie, rue Auguste-Moreau puis déménage dans un pavillon, au 29 rue Charles-Duflos. La Police nationale de Bois-Colombes accueille alors en son sein une des douze premières femmes agent de police de France : Mme Simone BIETTE, bien connue des Bois-colombiens puisqu'elle office à la sécurité des sorties de l'école Paul-Bert, au carrefour de la rue Paul-Déroulède et de la rue Heynen.
Puis, le commissariat a successivement été installé dans deux autres postes, près de la place Jean Mermoz. Un commissariat de Police nationale installé dans des locaux neufs a ouvert en 2011 au 75 ter rue Adolphe Guyot.
La commune de Bois-Colombes s'est dotée d'une police municipale à la fin des années 1990, les effectifs présents de nos jours sont d'une vingtaine d'agents assurant le maintien de l'ordre.
La commune dépend pénalement du tribunal d'Instance de Colombes pour toutes les affaires judiciaires ordinaires, et du tribunal de grande instance de Nanterre pour tout le reste.

### Politique environnementale
La commune effectue le tri sélectif depuis plusieurs années, mais parfois mal appliqué dans certains quartiers.
En 1995, l'adjointe au maire, Catherine Brigand, avait institué et mis en place des parkings vélos aux alentours de la gare, mais cela n'a duré qu'un printemps la municipalité n'ayant pas persévéré.

### Jumelages
Au 1er janvier 2010, Bois-Colombes est jumelée avec :
- Neu-Ulm (Allemagne) depuis 1966[47].

En septembre 2021, la ville a reçu une délégation du conseil municipal de Neu-Ulm.
En 1965, le docteur Lang (1918-2007), maire de Neu-Ulm (commune de Bavière), membre de l'Union internationale des maires, propose à Émile Tricon le jumelage de leurs deux communes, cela se fait officiellement en juin 1966. Le Dr Lang a compris, au sortir de la guerre, que les générations doivent apprendre à se connaître pour s’estimer et se respecter. Pour ce faire, les deux municipalités n’hésitent pas à mettre en place les moyens matériels et humains pour que l’aventure du rapprochement franco-allemand initiée par le général de Gaulle et le chancelier Adenauer aboutisse. Progressivement les échanges se font plus forts, près de 600 personnes se rencontrent chaque année en France ou en Allemagne. Toutes les générations et catégories socio-culturelles sont concernées au travers des associations des deux communes. À chaque réception à Neu-Ulm, le Dr Lang est présent, se faisant un devoir de perfectionner son français afin de mieux comprendre et se faire comprendre. À l’initiative de M. Émile Tricon, le Dr Lang est fait citoyen d’honneur de Bois-Colombes. Sa venue lors des festivités du 40e anniversaire du jumelage des deux communes en 2006 est sa dernière apparition à Bois-Colombes, quelques mois avant son décès.

## Population et société

### Démographie

#### Évolution démographique
L'évolution du nombre d'habitants est connue à travers les recensements de la population effectués dans la commune depuis 1896. Pour les communes de plus de 10 000 habitants les recensements ont lieu chaque année à la suite d'une enquête par sondage auprès d'un échantillon d'adresses représentant 8 % de leurs logements, contrairement aux autres communes qui ont un recensement réel tous les cinq ans,.

En 2022, la commune comptait 29 376 habitants, en évolution de +3,72 % par rapport à 2016 (Hauts-de-Seine : +2,75 %, France hors Mayotte : +2,11 %).
| 1896   | 1901   | 1906   | 1911   | 1921   | 1926   | 1931   | 1936   | 1946   |
| ------ | ------ | ------ | ------ | ------ | ------ | ------ | ------ | ------ |
| 10 501 | 12 726 | 14 695 | 17 241 | 19 888 | 21 924 | 25 892 | 26 562 | 25 754 |

| 1954   | 1962   | 1968   | 1975   | 1982   | 1990   | 1999   | 2006   | 2011   |
| ------ | ------ | ------ | ------ | ------ | ------ | ------ | ------ | ------ |
| 27 899 | 29 938 | 28 934 | 26 657 | 23 780 | 24 415 | 23 885 | 27 151 | 28 927 |

| 2016   | 2021   | 2022   | - | - | - | - | - | - |
| ------ | ------ | ------ | - | - | - | - | - | - |
| 28 323 | 29 765 | 29 376 | - | - | - | - | - | - |

#### Pyramide des âges
En 2018, le taux de personnes d'un âge inférieur à 30 ans s'élève à 38,3 %, soit proche de la moyenne départementale (38,4 %). De même, le taux de personnes d'âge supérieur à 60 ans est de 18,8 % la même année, alors qu'il est de 20 % au niveau départemental.
En 2018, la commune comptait 13 351 hommes pour 15 117 femmes, soit un taux de 53,10 % de femmes, légèrement supérieur au taux départemental (52,41 %).
Les pyramides des âges de la commune et du département s'établissent comme suit.
| Hommes | Classe d’âge | Femmes |
| ------ | ------------ | ------ |
| 0,8    | 90 ou +      | 2,2    |
| 4,6    | 75-89 ans    | 6,9    |
| 11,0   | 60-74 ans    | 12,0   |
| 21,3   | 45-59 ans    | 21,1   |
| 21,6   | 30-44 ans    | 21,7   |
| 19,9   | 15-29 ans    | 18,1   |
| 21,0   | 0-14 ans     | 18,0   |

| Hommes | Classe d’âge | Femmes |
| ------ | ------------ | ------ |
| 0,6    | 90 ou +      | 1,6    |
| 5,2    | 75-89 ans    | 7,2    |
| 12,1   | 60-74 ans    | 13,5   |
| 19,3   | 45-59 ans    | 19,4   |
| 22,6   | 30-44 ans    | 21,9   |
| 20,2   | 15-29 ans    | 18,9   |
| 19,9   | 0-14 ans     | 17,4   |

### Enseignement et établissements
Bois-Colombes dépend de l'académie de Versailles et dispose d'une structure scolaire assez importante pour une commune moyenne :
- Écoles maternelles
  - Paul-Bert, 25 rue Charles-Duflos
  - Pierre-Joigneaux, 110 rue Pierre-Joigneaux
  - Jules-Ferry, 61 rue Charles-Chefson
  - Gramme, 29 rue Gramme
  - Françoise-Dolto, 104 rue Henry-Litolff
  - La Cigogne, 11 rue du Moulin-Bailly[55]
  - Saint-Exupéry, 89 rue Adolphe-Guyot
- Écoles élémentaires
  - Paul-Bert 62 rue Paul-Déroulède
  - Pierre-Joigneaux, 110 rue Pierre-Joigneaux
  - Jules-Ferry, 67 rue Charles-Chefson
  - Saint-Exupéry, 89 rue Adolphe-Guyot
  - Françoise-Dolto, 104 rue Henry-Litolff
  - Gramme, 29 rue Gramme
  - La Cigogne, 11 rue du Moulin-Bailly
- Collèges et lycées
  - Collège Jean-Mermoz, 77 rue Charles-Chefson
  - Collège et lycée Albert-Camus (en), 131 rue Pierre-Joigneaux[56]
  - Lycée professionnel Daniel-Balavoine, 7 rue Marceau-Delorme[57]
- Opus Dei
  - Collège privé garçon Hautefeuille, 63-65, rue Armand-Silvestre.
  - Lycée privé garçon Hautefeuille, 26 rue Pierre-Joigneaux.

### Manifestations culturelles et festivités
Chaque année, la fête nationale est célébrée par un feu d'artifice sur la place de l'Hôtel-de-Ville, le 13 juillet.
Le samedi après la rentrée, la ville célèbre son quartier nord en organisant une fête place Mermoz suivie d'un feu d'artifice.

### Sports
La commune est dotée de trois gymnases, l'un au nord de son territoire, le complexe sportif Albert-Smirlian (couplé au gymnase La Sauvegarde), le second au sud de celui-ci : le complexe sportif Jean Jaures, qui accueille aussi le concessionnaire de la piscine municipale, et le dernier dans le quartier de la place Mermoz qui accueille les différentes équipes de la section handball. L'équipe senior évolue dans le championnat de France national 3 et a vu passer de nombreux internationaux.
La cité scolaire Albert Camus accueille également un complexe sportif réservé aux élèves, comprenant notamment un stade, une piscine, une salle d'escalade et une salle de gymnastique équipée de trampolines.
Les équipes bois colombiennes s'illustrent principalement en trampoline, discipline où des ressortissants de la commune remportent régulièrement des titres de champion de France.
La commune possède également un centre aquatique de qualité (bassin de 25 m, centre de bien-être, centre de cardio-training et spa).

### Médias
La municipalité publie à 16 000 exemplaires et distribue gratuitement le Journal de Bois-Colombes, un bimestriel relatant la vie de la commune et faisant des reportages sur certains commerces, associations, événements ou disciplines sportives.
On y trouve également les informations utiles (passage des encombrants, programme de la salle de spectacles, etc.), la liste des naissances, mariages et décès, des petites annonces et une tribune réservée aux listes d'opposition du conseil municipal. Certains articles détaillent également les projets et réalisations de la municipalité concernant des rénovations ou des constructions. Le directeur de publication est le maire.

### Cultes
Les Bois-Colombiens disposent de lieux de culte catholique et protestant.

#### Culte catholique

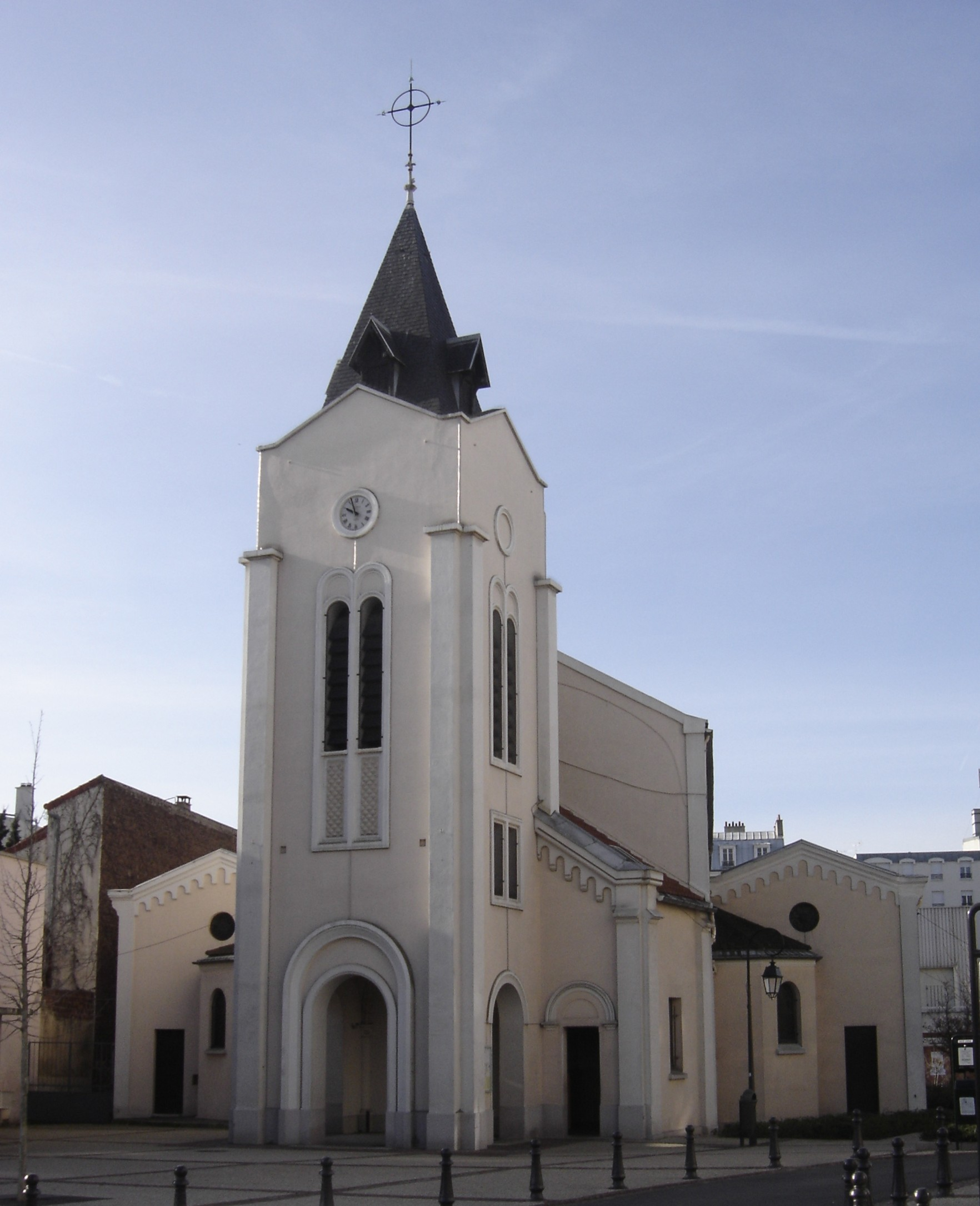

Depuis janvier 2010, la commune de Bois-Colombes fait partie du doyenné des Trois-Colombes, l'un des neuf doyennés du diocèse de Nanterre.
Au sein de ce doyenné, le lieu de culte catholique est l'église Notre-Dame-de-Bon-Secours qui relève de la paroisse Notre-Dame du Bon Secours.

#### Culte protestant
Le « centre 72 » est le lieu de culte de la communauté rattachée à l'Église protestante unie de France.

## Économie

### Revenus de la population et fiscalité
En 2002, la part des ménages dont le revenu net mensuel excédait 3 511 € était de 17,8 % contre 21,1 % pour le département.
Si Bois-Colombes se situe donc parmi les villes dont le revenu par habitant reste relativement peu élevé, ce chiffre de 17,8 % est un des plus forts au nord du département. De plus, la population de Bois-Colombes est l'une des plus âgées du nord des Hauts-de-Seine.
Au sein même de la commune on peut distinguer deux zones géographiques assez distinctes dont la séparation, même si elle ne peut être clairement établie, pourrait être la rue Victor-Hugo. Ainsi la population du sud de Bois-Colombes, où se situent la mairie et le centre nautique, est constituée de ménages aux revenus plus importants qu'au nord. On remarquera d'ailleurs que le sud de la ville côtoie des villes plutôt aisées telles que Courbevoie ou La Garenne-Colombes tandis que le nord est très proche des Hauts-d'Asnières (anciennement quartiers nord) d'Asnières-sur-Seine où résident des ménages aux revenus plus modestes.
En 2010, le revenu fiscal médian par ménage était de 36 166 €, ce qui plaçait Bois-Colombes au 5 336e rang parmi les 31 525 communes de plus de 39 ménages en métropole.

### Entreprises et commerces
Située dans le nord des Hauts-de-Seine, Bois-Colombes est une ville essentiellement résidentielle. La rue des Bourguignons, l'ancienne RN 309a limitrophe d'Asnières-sur-Seine, est la plus importante rue commerçante du nord de la presqu’île de Gennevilliers.
La ville comptait plusieurs entreprises notables dans les cosmétiques (Laboratoires Payot), les roulements à billes (SKF) et principalement dans l'aéronautique (Hispano-Suiza). L'impossibilité pour les entreprises de s'étendre et la valeur des terrains ont conduit à une désindustrialisation de la commune.
Le départ d'Hispano-Suiza en 1999, qui fournissait le quart des recettes de la ville, a été vécu comme une catastrophe par les habitants. Cependant le site des Bruyères qu'occupait cette entreprise a vu progressivement s'implanter des sièges sociaux qui apportent un nouveau souffle à Bois-Colombes depuis 2004. Les sociétés IBM France, Aviva, GRTgaz, Storengy, Elengy (trois entreprises du groupe ENGIE), Coface, ainsi que Colgate-Palmolive, s'y sont notamment installées.

## Culture locale et patrimoine

### Lieux et monuments
L'ancienne soufflerie de l'usine Hispano-Suiza, aux Bruyères, est classée. Elle a été transformée en école lors de la désindustrialisation du site. 
En dehors de la soufflerie, le monument le plus notable est l'hôtel de ville construit en 1937. Son beffroi vert-de-gris, visible à plusieurs kilomètres à la ronde, sert souvent de point de repère aux Bois-Colombiens.

### Personnalités liées à la commune
- Esther Duflo, prix Nobel d'économie, responsable d'un groupe scout de la ville et qui a étudié au lycée Albert-Camus de Bois-Colombes.
- Christophe Le Friant dit Bob Sinclar, disc jockey (DJ), compositeur et producteur français, est né en 1969 à Bois-Colombes.
- Raphaël Carlier dit Carlito, de Mcfly et Carlito, vidéaste humoriste français est né en 1986 à Bois-Colombes.
- Pablo Mira, chroniqueur et humoriste, a grandi à Bois-Colombes.
- Kerchak, rappeur du style jersey a grandi à Bois-Colombes, ville à laquelle il fait souvent référence.
- Jolagreen23, rappeur né à Bois-Colombes en 2001 et y ayant grandi.

### Bois-Colombes dans les arts et la culture
L'hôtel de ville a été utilisé pour des tournages de films et de séries :
- 1980 : La Banquière de Francis Girod
- 1988 : Le Complot (To Kill a Priest) d'Agnieszka Holland
- 2007 : La Commune, diffusée sur Canal+
- 2008 : Le Nouveau Protocole de Thomas Vincent avec Clovis Cornillac
- 2009 : Micmacs à tire-larigot de Jean-Pierre Jeunet

Plusieurs scènes du film Le thé au harem d'Archimède, de Mehdi Charef, ont été tournées dans les rues de Bois-colombes.
Un épisode de Joséphine, ange gardien, et de Sœur Thérèse.com, deux séries de TF1, ont également été tournés en partie à Bois-Colombes. Une scène du film Les Gamins a également été tournée à Bois-Colombes, dans le quartier des Bruyères.
Le premier épisode de la série Territoires de la chaine Raplume a été tourné à Bois-Colombes, et y fait figurer Kerchak, Jolagreen23, Buu, Mitch, Ydasevic et Kabbsky.

### Héraldique, logotype et devise
| Blason de Bois-Colombes | Blason  | De gueules au chêne arraché d'or, au chef cousu d'azur chargé de trois colombes essorantes d'argent. |
| Blason de Bois-Colombes | Détails | Armes parlantes. Le chêne d'or évoque le souvenir des bois disparus. En chef, les colombes établissent une filiation avec la ville voisine de Colombes, qui en porte sur son blason. Les armes de Bois-Colombes ont été adoptées par arrêté du préfet de la Seine, en date du 20 juin 1942, sur proposition de la commission d'héraldique du département. |

## Pour approfondir